# Baptist Reinmann
Baptist Reinmann (Herzogenaurach, 31 ottobre 1903 – 2 marzo 1980) è stato un calciatore tedesco, di ruolo centrocampista.